# Clontarf
Clontarf (en irlandès:Cluain Tarbh, prat del toro) és un suburbi costaner al nord de Dublín, a Irlanda. És conegut per la batalla de Clontarf l'any 1014, on Brian Boru, Rei d'Irlanda, va vèncer els Vikings de Dublín i els seus aliats, els irlandesos de Leinster. Aquesta batalla, que es va desenvolupar en una gran àrea, marca el final de les guerres entre irlandesos i vikings.
Clontarf no té un únic centre; a nivell històric hi havia dos centres de població, un a la costa cap a la ciutat i el poble pescador de Clontarf Sheds més al nord, en el que actualment és l'Avinguda Vernon, a més dels terrenys centrats al Castell de Clontarf. Clontarf té una varietat d'instal·lacions comercials en diversos llocs, principalment a l'Avinguda Vernon.
Clontarf "és un suburbi costaner a la carretera Dublin 3km (2m) -Howth 11km (7m). És a una parada amb el DART del centre de la ciutat, té un atmosfera de poble acollidora i la major part de les carreteres porten cap al mar."